# Benjamin Abrams
Benjamin Abrams, född 18 augusti 1893, död 23 juni 1967, var en amerikansk affärsman som 1922 grundade Emerson Radio & Phonograph Corporation. Med sin bror uppfann han många saker som är vanliga idag, bland annat klockradior och små transistorradior.